# 三島二日町站

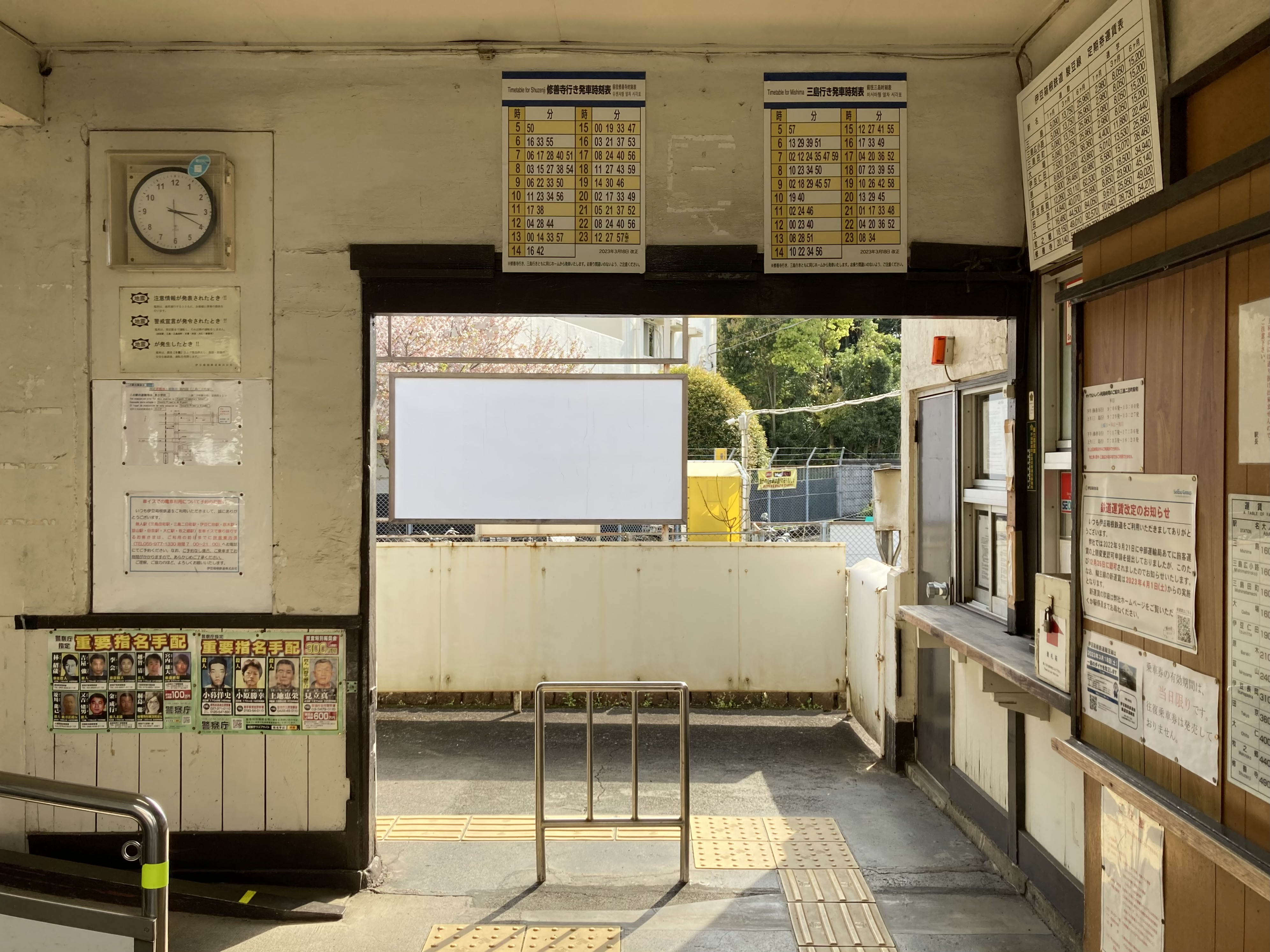
閘口(2023年4月)

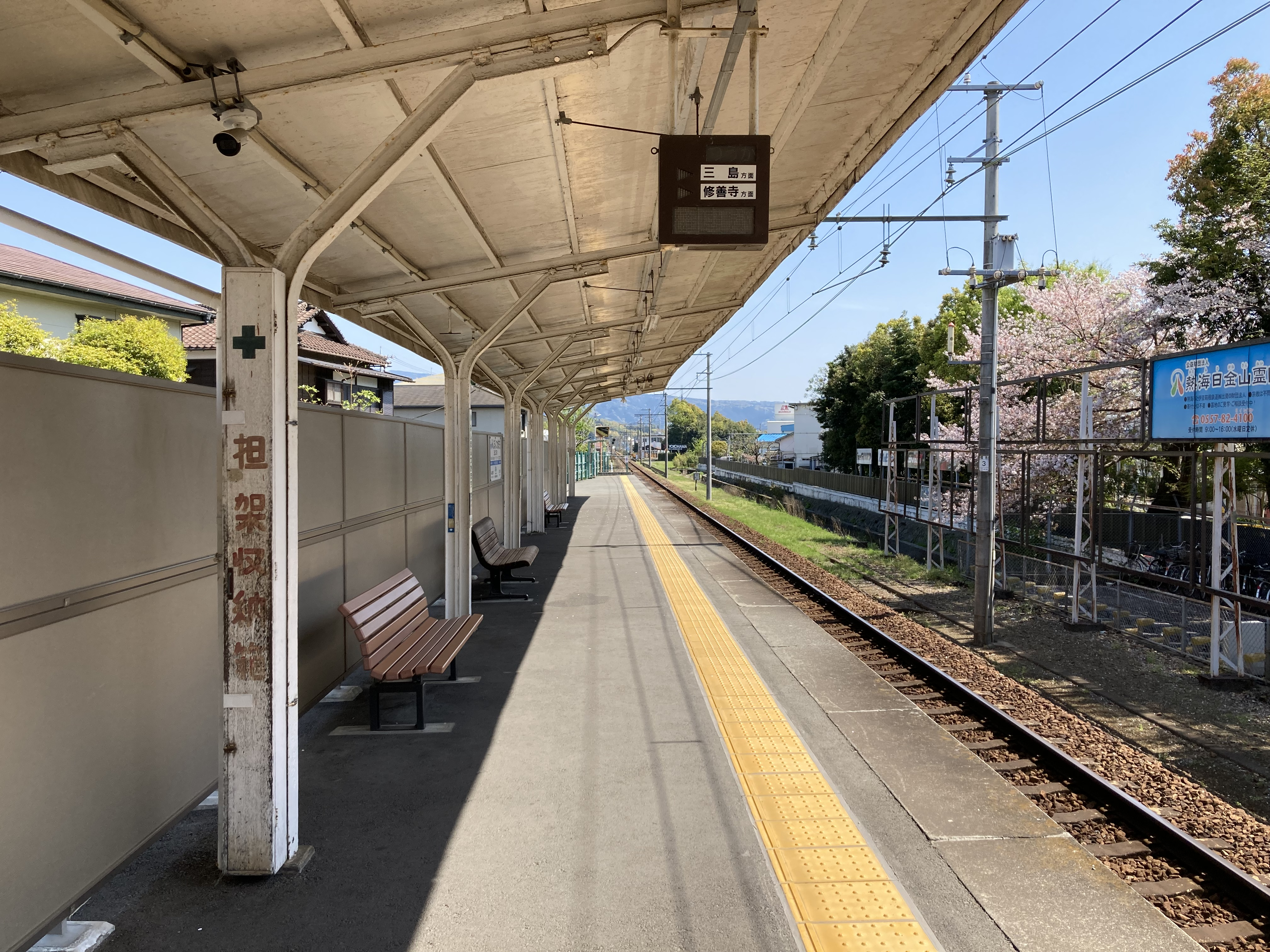
月台(2023年4月)

三島二日町站（日语：／ Mishima-Futsukamachi eki */?）是位於靜岡縣三島市南二日町23番54號，伊豆箱根鐵道的駿豆線車站。車站編號為IS04。

## 歷史
- 1932年（昭和7年）12月15日：車站啟用。
- 2020年（令和2年）2月23日：當日起與田京站的車站職員當值時間由早上7時至8時30分，其他時段原則上沒有職員當值[1]。

## 車站構造
此站是地面車站，設有1面1線的單式月台。在2006年6月起，車站職員當值時間有所延長，但是不是長駐在站內。
此站設有2台自動售票機，但沒有自動閘機。在列車進站廣播中，使用了永樂型。上行、下行列車進站時會有女聲廣播，發車時會響起蜂鳴器。從前由車長響起蜂鳴器，現時由站員響起蜂鳴器。在廣播附近設有平交道。

## 利用狀況
根據「靜岡縣統計年鑑」，在2018年（平成30年）度，1日平均乘車人次為1,461人。
| 年度               | 1日平均 乘車人次 | 參考資料 |
| ------------------ | ---------------- | -------- |
| 1993年（平成05年） | 2,073            | [ * 1 ]  |
| 1994年（平成06年） | 2,007            | [ * 2 ]  |
| 1995年（平成07年） | 1,969            | [ * 3 ]  |
| 1996年（平成08年） | 1,942            | [ * 4 ]  |
| 1997年（平成09年） | 1,806            | [ * 5 ]  |
| 1998年（平成10年） | 1,842            | [ * 6 ]  |
| 1999年（平成11年） | 1,858            | [ * 7 ]  |
| 2000年（平成12年） | 1,848            | [ * 8 ]  |
| 2001年（平成13年） | 1,432            | [ * 9 ]  |
| 2002年（平成14年） | 1,437            | [ * 10 ] |
| 2003年（平成15年） | 1,348            | [ * 11 ] |
| 2004年（平成16年） | 1,400            | [ * 12 ] |
| 2005年（平成17年） | 1,384            | [ * 13 ] |
| 2006年（平成18年） | 1,431            | [ * 14 ] |
| 2007年（平成19年） | 1,459            | [ * 15 ] |
| 2008年（平成20年） | 1,479            | [ * 16 ] |
| 2009年（平成21年） | 1,436            | [ * 17 ] |
| 2010年（平成22年） | 1,430            | [ * 18 ] |
| 2011年（平成23年） | 1,377            | [ * 19 ] |
| 2012年（平成24年） | 1,418            | [ * 20 ] |
| 2013年（平成25年） | 1,465            | [ * 21 ] |
| 2014年（平成26年） | 1,472            | [ * 22 ] |
| 2015年（平成27年） | 1,487            | [ * 23 ] |
| 2016年（平成28年） | 1,482            | [ * 24 ] |
| 2017年（平成29年） | 1,483            | [ * 25 ] |
| 2018年（平成30年） | 1,461            | [ * 26 ] |

## 車站周邊
- 橫濱橡膠三島工場
- 森永製菓三島工場
- 南二日町廣場（靜岡縣立三島南高等學校（日语：静岡県立三島南高等学校）遺址）
- 三島游泳俱樂部
- 野島（日语：ノジマ）三島店
- 三島警署（日语：三島警察署）
- 國道1號
- 國道136號（日语：国道136号）

## 相鄰車站
伊豆箱根鐵道
■駿豆線
■特急「踊子」
通過
■普通
三島田町（IS03）－三島二日町（IS04）－大場（IS05）

## 注腳

### 使用狀況
1. ↑  靜岡縣統計年鑑1993（平成5年）PDF（日語）
2. ↑  靜岡縣統計年鑑1994（平成6年）PDF（日語）
3. ↑  靜岡縣統計年鑑1995（平成7年）PDF（日語）
4. ↑  靜岡縣統計年鑑1996（平成8年）PDF（日語）
5. ↑  靜岡縣統計年鑑1997（平成9年）PDF（日語）
6. ↑  靜岡縣統計年鑑1998（平成10年）PDF（日語）
7. ↑  靜岡縣統計年鑑1999（平成11年）PDF（日語）
8. ↑  靜岡縣統計年鑑2000（平成12年）PDF（日語）
9. ↑  靜岡縣統計年鑑2001（平成13年）PDF（日語）
10. ↑  靜岡縣統計年鑑2002（平成14年）PDF（日語）
11. ↑  靜岡縣統計年鑑2003（平成15年）PDF（日語）
12. ↑  靜岡縣統計年鑑2004（平成16年）PDF（日語）
13. ↑  靜岡縣統計年鑑2005（平成17年）PDF（日語）
14. ↑  靜岡縣統計年鑑2006（平成18年）PDF（日語）
15. ↑  靜岡縣統計年鑑2007（平成19年）PDF（日語）
16. ↑  靜岡縣統計年鑑2008（平成20年）PDF（日語）
17. ↑  靜岡縣統計年鑑2009（平成21年）PDF（日語）
18. ↑  靜岡縣統計年鑑2010（平成22年）PDF（日語）
19. ↑  靜岡縣統計年鑑2011（平成23年）PDF（日語）
20. ↑  靜岡縣統計年鑑2012（平成24年）PDF（日語）
21. ↑  靜岡縣統計年鑑2013（平成25年）PDF（日語）
22. ↑  靜岡縣統計年鑑2014（平成26年）PDF（日語）
23. ↑  靜岡縣統計年鑑2015（平成27年）PDF（日語）
24. ↑  靜岡縣統計年鑑2016（平成28年）PDF（日語）
25. ↑  靜岡縣統計年鑑2017（平成29年）PDF（日語）
26. ↑  靜岡縣統計年鑑2018（平成30年）PDF（日語）

## 外部連結
- 伊豆箱根鐵道　三島二日町站 （页面存档备份，存于）（日語）